# 안성시의 향토유적
안성시의 향토유적은 다음 각호에 해당하는 것을 말한다.
1. 문화재보호법 및 전통건조물 보존법에 의거 문화재 및 건조물로 지정되지 아니한 것으로서 향토의 역사, 예술성 가치가 있는 것과 이에 준하는 고고자료
2. 향후 문화재로서 보존의 가치가 있을 것으로 기대되는 유적
3. 향토문화, 토속, 풍속을 연구하는데 필요한 자료

## 지정 목록

### 유형
| 번호 | 그림 | 명칭                             | 소재지                                                    | 소유자 (관리자)                          | 지정·해제일자                                                             | 비고 |
| ---- | ---- | -------------------------------- | --------------------------------------------------------- | ---------------------------------------- | ------------------------------------------------------------------------- | ---- |
| 1호  |      | 금광산성                         | 안성시 금광면 금광리 산64                                 | 안성시                                   | 1986년 5월 22일 지정                                                      |      |
| 2호  |      | 무양성 (무한성)                  | 안성시 양성면 방신리 산42                                 | 산림청                                   | 1986년 5월 22일 지정                                                      |      |
| 3호  |      |                                  |                                                           |                                          |                                                                           |      |
| 4호  |      | 만둔사지                         | 안성시 금광면 오산리 산41-1                               | 양수형                                   | 1986년 5월 22일 지정                                                      |      |
| 5호  |      | 부조묘                           | 안성시 대덕면 미륵안길 22                                 | 밀양박씨잠공파종중                       | 1986년 5월 22일 지정                                                      |      |
| 6호  |      | 최규서어서각                     | 안성시 원곡면 만리길 35                                   | 최경섭                                   | 1986년 5월 22일 지정                                                      |      |
| 7호  |      |                                  |                                                           |                                          |                                                                           |      |
| 8호  |      | 안성공원석불좌상                 | 안성시 낙원동 609-5                                       | 안성시                                   | 1986년 5월 22일 지정                                                      |      |
| 9호  |      | 안성공원석조광배                 | 안성시 낙원동 609-5                                       | 안성시                                   | 1986년 5월 22일 지정                                                      |      |
| 10호 |      | 아양동보살입상                   | 안성시 아양동 364                                         | 건설부                                   | 1986년 5월 22일 지정                                                      |      |
| 11호 |      | 굴암사마애여래좌상               | 안성시 대덕면 진현리 산26                                 | 사단법인 자비명상                        | 1986년 5월 22일 지정                                                      |      |
| 12호 |      | 굴암사마애선각좌불상             | 안성시 대덕면 진현리 산26                                 | 사단법인 자비명상                        | 1986년 5월 22일 지정                                                      |      |
| 13호 |      | 선유동마애불사존불상             | 안성시 일죽면 신흥리 산59-1                               | 강화최씨병조판서공파종중                 | 1986년 5월 22일 지정                                                      |      |
| 14호 |      |                                  |                                                           |                                          |                                                                           |      |
| 15호 |      | 아양동 석불입상                  | 안성시 안성1동 아양동 364                                 | 건설부                                   | 1986년 5월 22일 지정                                                      |      |
| 16호 |      |                                  |                                                           |                                          |                                                                           |      |
| 17호 |      |                                  |                                                           |                                          |                                                                           |      |
| 18호 |      | 안성공원삼층석탑                 | 안성시 낙원동 609-5                                       | 안성시                                   | 1986년 5월 22일 지정                                                      |      |
| 19호 |      | 석남사석탑                       | 안성시 금광면 상중리 508 석남사 경내                      | 대한불교조계종 석남사                    | 1986년 5월 22일 지정                                                      |      |
| 20호 |      | 미륵당오층석탑                   | 안성시 죽산면 매산리 366                                  | 기획재정부                               | 1986년 5월 22일 지정                                                      |      |
| 21호 |      | 유언호선생 묘 및 신도비          | 안성시 대덕면 건지리 산17-29                              | 정부길                                   | 1986년 5월 22일 지정                                                      |      |
| 22호 |      | 오정방선생 신도비                | 안성시 양성면 덕봉리 산47-1                               | 해주오씨정무공파종중                     | 1986년 5월 22일 지정                                                      |      |
| 23호 |      | 오두인 선생 묘 및 신도비         | 안성시 양성면 덕봉리 산47-1                               | 해주오씨정무공파종중                     | 1986년 5월 22일 지정                                                      |      |
| 24호 |      | 칠장사사적비                     | 안성시 죽산면 칠장리 801                                  | 안성시                                   | 1986년 5월 22일 지정                                                      |      |
| 25호 |      |                                  |                                                           |                                          |                                                                           |      |
| 26호 |      |                                  |                                                           |                                          |                                                                           |      |
| 27호 |      | 청룡사부도군                     | 안성시 서운면 청룡리 산1-4                                | 대한불교조계종 청룡사                    | 1986년 5월 22일 지정                                                      |      |
| 28호 |      | 석남사부도                       | 안성시 금광면 상중리 산32-1 석남사 경내                   | 대한불교조계종 청룡사                    | 1986년 5월 22일 지정                                                      |      |
| 29호 |      | 칠장사부도군                     | 안성시 죽산면 칠장리 산77                                 | 대한불교조계종 칠장사                    | 1986년 5월 22일 지정                                                      |      |
| 30호 |      | 삼한국대부인 순흥안씨 묘         | 안성시 금광면 오흥리 산32-1                               | 청송심씨청천부원군청송심씨종중           | 1986년 5월 22일 지정                                                      |      |
| 31호 |      | 의병장 홍자수 묘                 | 안성시 미양면 전리 산18-10                                | 양금례                                   | 1986년 5월 22일 지정                                                      |      |
| 32호 |      | 최만리선생묘 및 신도비           | 안성시 원곡면 지문리 산3                                  | 해주최씨민제공(규서)병사공(운서)우파종중 | 1986년 5월 22일 지정                                                      |      |
| 33호 |      | 홍명호선생묘                     | 안성시 일죽면 가리 산32-50                                | 김종귀                                   | 1986년 5월 22일 지정                                                      |      |
| 34호 |      | 최용소선생 묘                    | 안성시 일죽면 신흥리 산96                                 | 이승열                                   | 1986년 5월 22일 지정                                                      |      |
| 35호 |      | 유양식선생 묘                    | 안성시 고삼면 월향리 산26                                 | 양천허씨돈영공파종중                     | 1986년 5월 22일 지정                                                      |      |
| 36호 |      | 경앙사                           | 안성시 양성면 덕봉리 산47-1                               | 해주오씨정무공파종중                     | 1987년 7월 2일 지정                                                       |      |
| 37호 |      | 윤삼산신도비                     | 안성시 보개면 남풍리 산152                                | 파평윤씨영천부원군파종중                 | 1989년 1월 27일 지정                                                      |      |
| 38호 |      | 바우덕이(김암덕)묘               | 안성시 서운면 성진로 1279-76 (바우덕이사당:청룡길 128-29) | 안성시                                   | 2001년 9월 7일 지정                                                       |      |
| 39호 |      | 양성석조여래입상                 | 안성시 양성면 구장리 230-1                                |                                          | 2001년 9월 7일 지정                                                       |      |
| 40호 |      | 죽산 두현리 석조삼존불상         | 안성시 죽산면 두현리 산33-3                               | 안병수                                   | 2002년 2월 19일 지정                                                      |      |
| 41호 |      | 일죽 죽림리 삼층석탑             | 안성시 죽산면 죽산초교길 61                               | 안성시                                   | 2002년 2월 19일 지정, 2002년 4월 8일 해제, 경기 유형문화재 제179호로 승격 |      |
| 42호 |      | 삼죽기솔리국사암석조여래입상     | 안성시 삼죽면 기솔리 기동 2-2                             | 허찬욱                                   | 2002년 2월 19일 지정                                                      |      |
| 43호 |      | 서운 북산리 석조여래입상         | 안성시 서운면 북산리 산2                                  | 산림청                                   | 2002년 2월 19일 지정                                                      |      |
| 44호 |      | 서운 동촌리 효우당 이종검 정려문 | 안성시 서운면 서운로 383                                  | 이재인                                   | 2002년 2월 19일 지정                                                      |      |
| 45호 |      | 용화사석조여래입상               | 안성시 미양면 법정리 181                                  | 대한불교조계종 용화사                    | 2002년 10월 10일 지정                                                     |      |
| 46호 |      | 이세영묘역                       | 안성시 양성면 장서리 산61                                 | 양성이씨대사헌공파종중                   | 2003년 3월 5일 지정                                                       |      |
| 47호 |      | 최잠 최호 정려                   | 안성시 원곡면 새터길 36-13                                | 화순최씨 송은공파 종중(대표:최영봉)      | 2012년 2월 15일 지정                                                      | ,    |

### 무형
| 번호 | 그림 | 명칭                                    | 소재지                                    | 소유자 (관리자) | 지정·해제일자         | 비고 |
| ---- | ---- | --------------------------------------- | ----------------------------------------- | --------------- | --------------------- | ---- |
| 1호  |      | 야장                                    | 안성시 벌가터길 99(가현동)                |                 | 2011년 6월 30일 지정  |      |
| 2호  |      | 주물유기장                              | 안성시 거리미길 14-8(현수동)              | 이종문          | 2015년 2월 16일 지정  |      |
| 3호  |      | 지화장 (紙花匠)                         | 안성시 월덕천길 44-19(봉덕사)             | 안병경          | 2018년 11월 15일 지정 |      |
| 4호  |      | 안성 경・서・남 잡가 (安城 京西南 雜歌) | 안성시 일죽면 주래본죽로 71, 리치빌 101호 | 조명숙          | 2018년 11월 15일 지정 |      |

## 참고 문헌
- 안성시 홈페이지 - 고시/공고